# Свистталь
Свистталь (нем. Swisttal) — община в Германии, в земле Северный Рейн-Вестфалия.

## Общие сведения
Подчиняется административному округу Кёльн. Входит в состав района Рейн-Зиг. Население составляет 18 215 человек (на 31 декабря 2010 года). Занимает площадь 62,27 км². Официальный код — 05 3 82 064.

## Административное деление
Коммуна подразделяется на 10 сельских округов.

## Достопримечательности
На территории коммуны, в лесном массиве Котенфорст (нем. Kottenforst), находится, так называемый, «Железный человек» (нем. Eiserner Mann) — древний, выступающий из земли, слабо корродирующий, железный брус прямоугольного сечения. Документально известен в Германии с 1625 года.